# Alfa Romeo Junior Zagato
Der Alfa Romeo Junior Zagato ist ein zweitüriges Fließheck Sportcoupé, das von 1969 bis 1975 von dem italienischen Karosseriehersteller Zagato produziert wurde. Der Entwurf des Fahrzeugs stammte von dem Entwicklungsleiter Ercole Spada. Hergestellt wurde die Karosserie bei Zagato, dort erfolgte auch die Endmontage. Die Technik stammte im Wesentlichen von der Alfa Romeo Giulia. Vertrieb und Service übernahm Alfa Romeo. Das Fahrzeug wurde erstmals auf dem Turiner Autosalon 1969 vorgestellt. Anders als frühere Alfa Zagato Typen handelt es sich nicht primär um ein Sportfahrzeug, sondern eher um ein Gran Turismo.
Der Entwurf war geprägt durch glatte, schnörkellose Flächen und eine große, verglaste Heckklappe. Beide Elemente wurden später von zahlreichen Kompaktwagen und sportlichen Coupés übernommen (z. B.: Alfa Romeo GTV oder Honda CRX). Außergewöhnlich war die Verkleidung der gesamten Wagenfront aus einem durchsichtigen Kunststoff, wobei nur das Alfa-Herz ausgespart wurde. Die Gestaltung des ovalen Armaturenbretts wiederholte Elemente des Frontdesigns. Die beiden Rücksitze sind so schmal, dass sie nur als Ablage genutzt werden können und der Kofferraum verfügt unter der großen Heckscheibe über keine Sichtblende. 

## 1. und 2. Serie
Die erste Serie mit der Bezeichnung GT 1300 (Typ 105.93) wurde bis 1972 mit einer Stückzahl von 1108 Exemplaren gebaut. Die zweite Serie hieß GT 1600 (Typ 115.24) und wurde von 1972 bis 1975 mit nur 402 Exemplaren hergestellt. Dank guter Aerodynamik erzielte das Fahrzeug eine Höchstgeschwindigkeit von 175 km/h bzw. 185 km/h.
Der Junior Zagato basiert auf der Bodengruppe des Alfa Spider, allerdings ist der Radstand im Vergleich zur Giulia Sprint GT – auch „Bertone“ genannt –  um zehn Zentimeter kürzer. Bei der Serie 1 wurde die Bodengruppe nur bis zu den Hinterrädern verwendet, das Heckteil war spezifisch für den Zagato und benutzte einen dem Alfa Montreal ähnlichen Tank und eine sehr unpraktische Unterbringung des Reserverads in einer versteckten Mulde. Bei der Serie 2 wurde der gesamte Unterbau samt Kofferraumboden des Alfa Spider benutzt und damit auch dessen Tank und Reserveradmulde. Dadurch wurde das Heck des Zagato um 10 Zentimeter länger als bei der ersten Serie.
Neben dem größeren Motor und der verlängerten Karosserie unterscheidet sich die zweite Serie durch verschiedene weitere Details, wie z. B.:
- um die Seiten herumgezogene Frontstoßstange,
- veränderte Rückleuchten,
- ein um 70 kg höheres Gewicht,
- Tankdeckel auf der Fahrerseite,
- hängende Pedale,
- Zweikreisbremsanlage,
- geschäumtes Armaturenbrett.

Die auf dem Heckblech angebrachte Typenbezeichnung lautet bei der ersten Serie „Junior Z“ und bei der zweiten Serie „1600 Z“.
Mit insgesamt 1510 hergestellten Exemplaren blieb der Verkaufserfolg deutlich hinter der technisch sehr ähnlichen Giulia Sprint GT zurück. Bei fast gleichen Fahrleistungen war ein wesentlicher Grund der vergleichsweise hohe Preis; 1972 kostete der Zagato GT 1300 DM 16.950,- während die Giulia Sprint 1300 für nur DM 13.290,- angeboten wurde. Selbst die Giulia Sprint mit 2,0-Liter-Motor war mit DM 16.790,- noch geringfügig günstiger.

## Bildergalerie

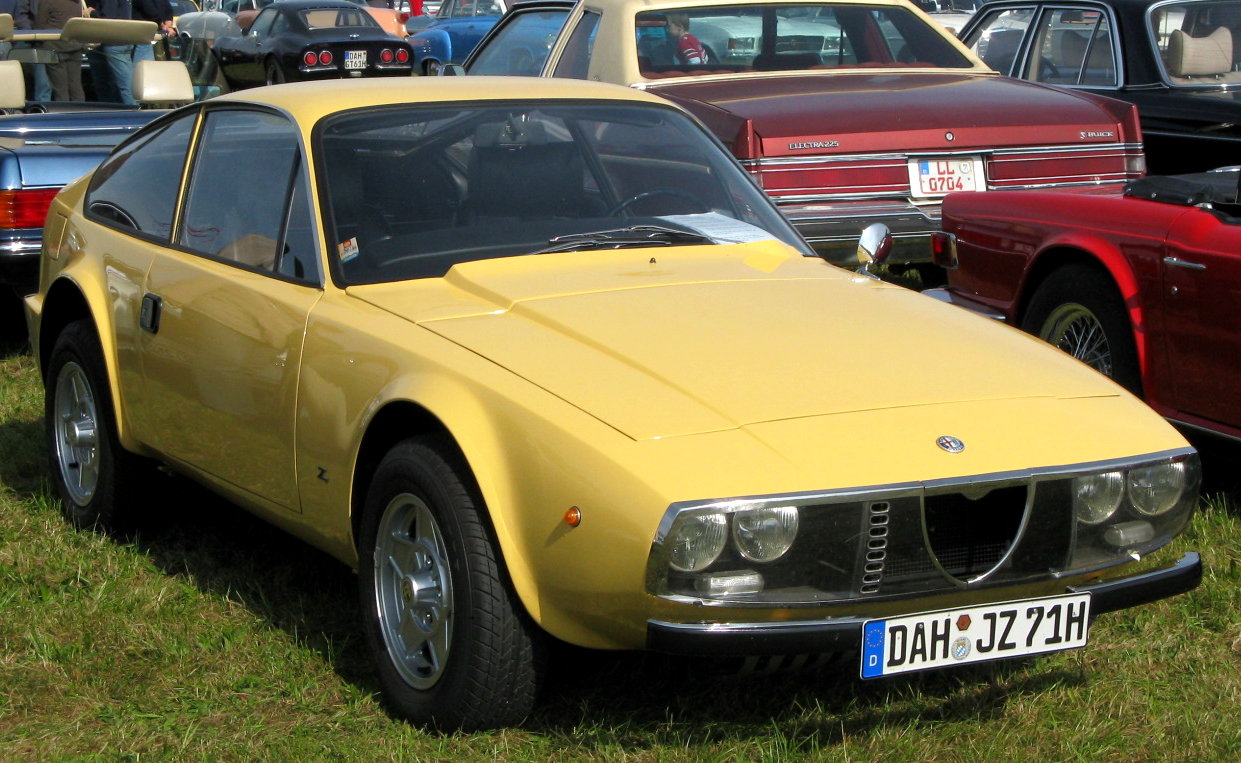
Alfa Romeo Junior Zagato GT 1300
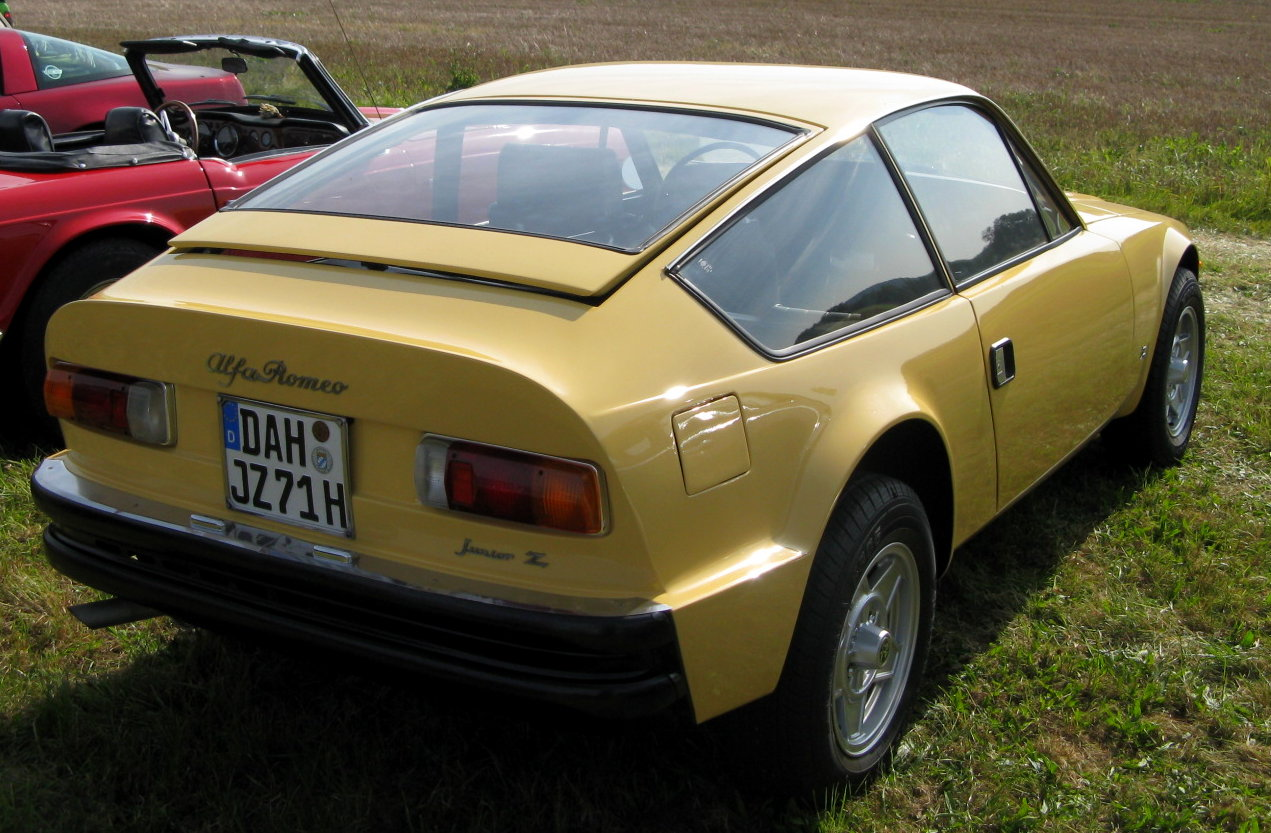
Alfa Romeo Junior Zagato GT 1300
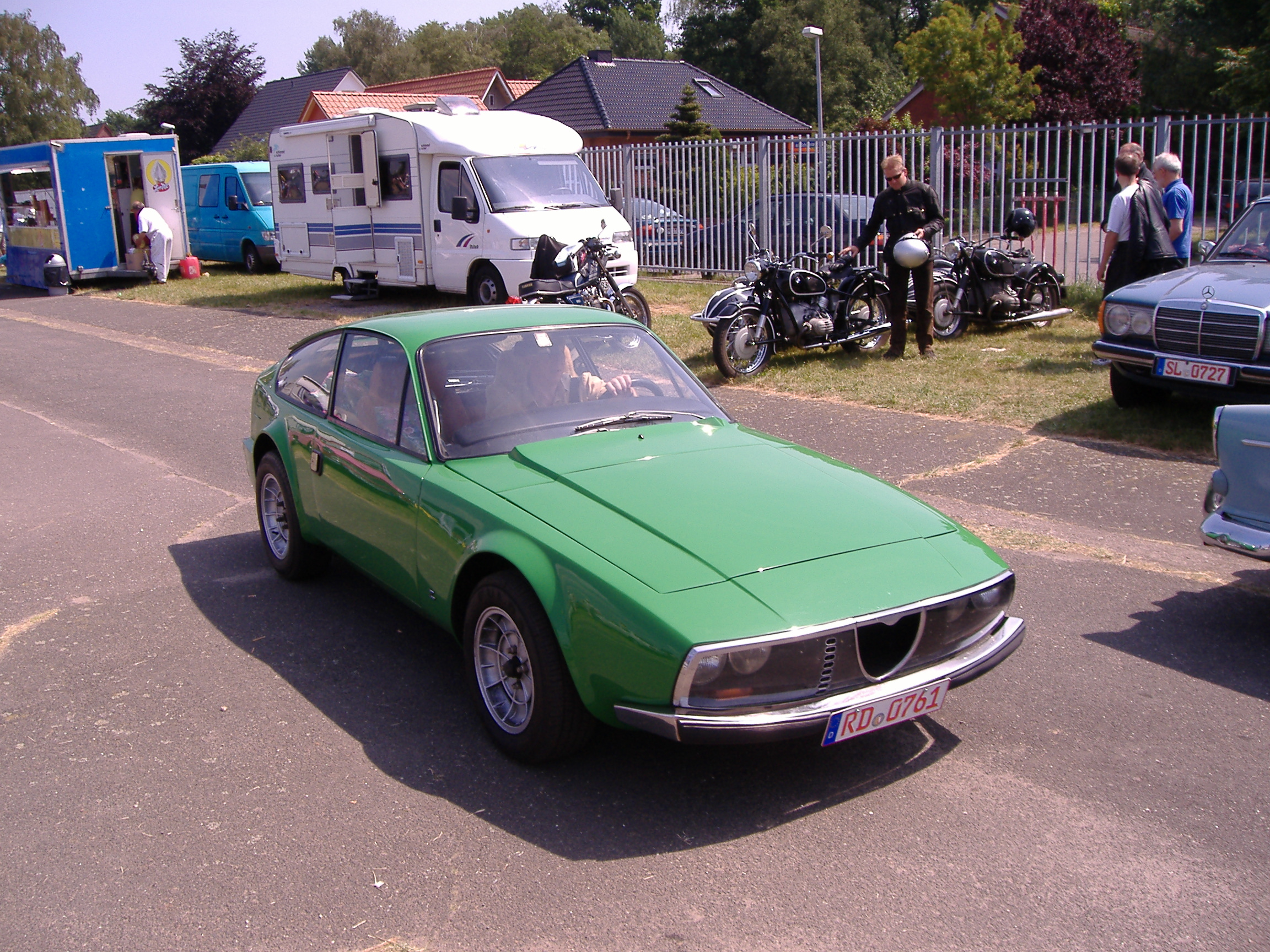
Alfa Romeo Junior Zagato
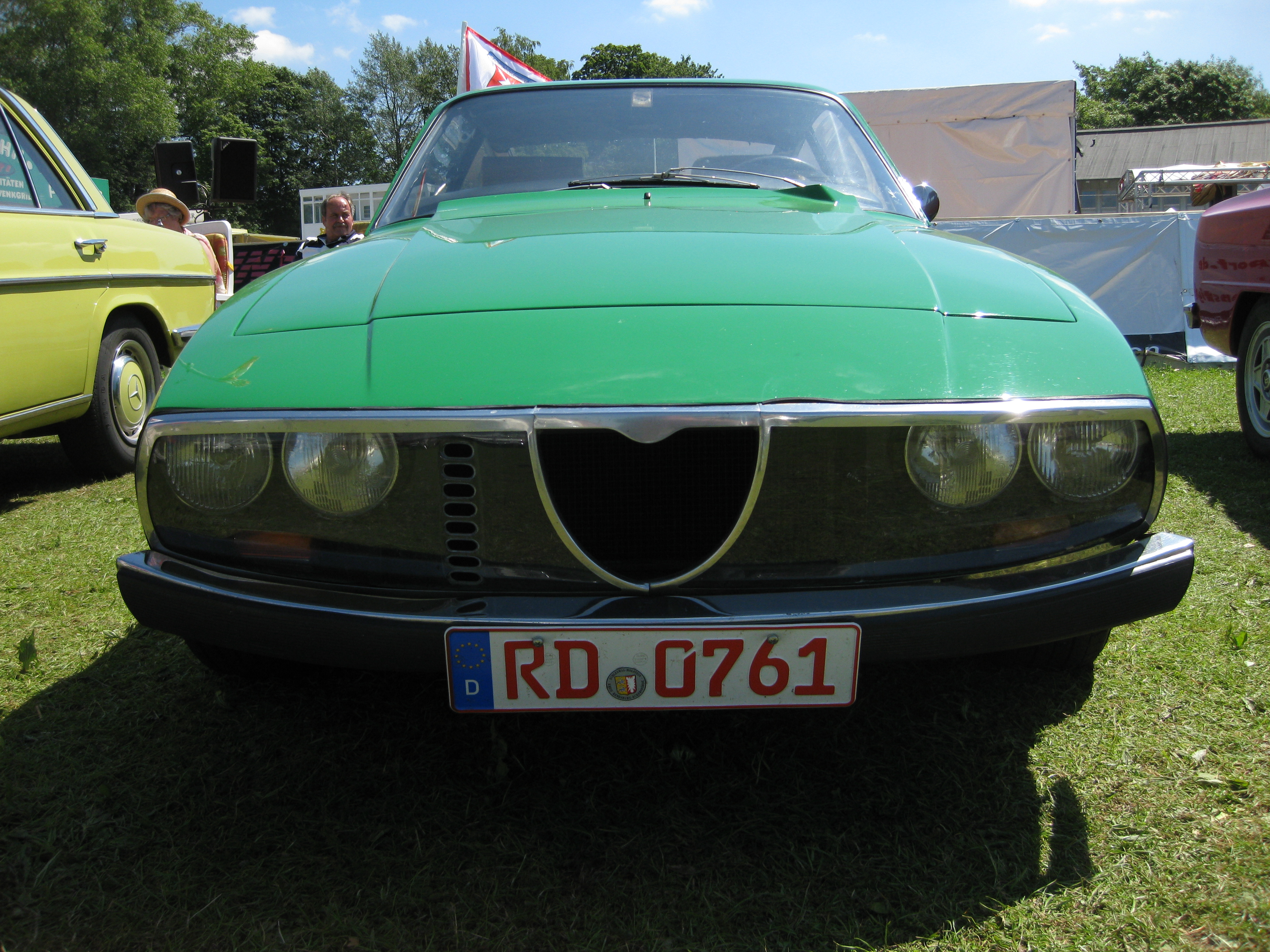
Frontansicht
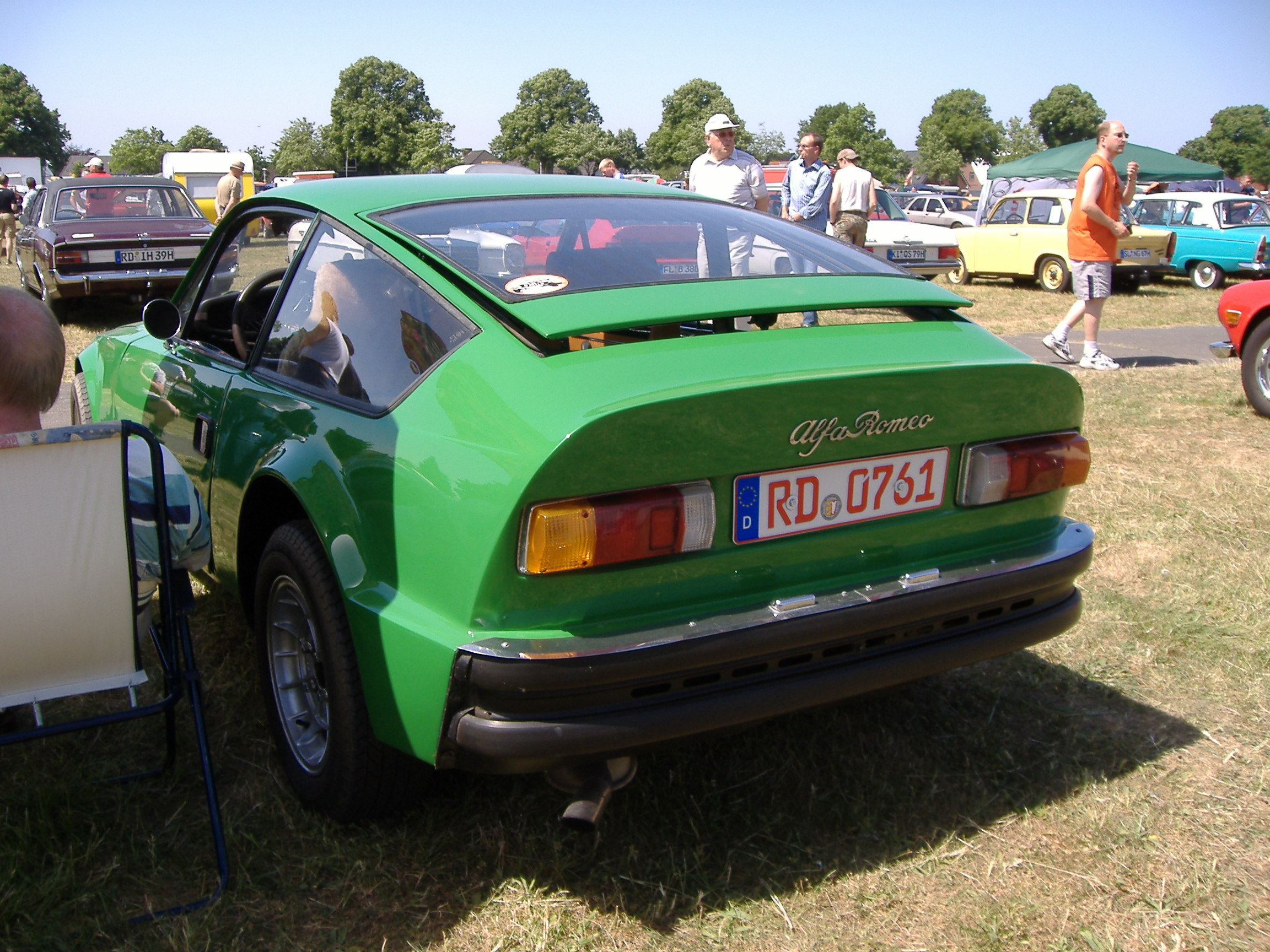
Heckansicht